# Eduskunta
L'Eduskunta (en finès) o el Riksdag (en suec) (ambdues llengües oficials) és el parlament unicameral de Finlàndia. Compta amb 200 diputats, i té la seu a Hèlsinki, la capital.

## Història
Quan Finlàndia era només un Gran Ducat de Rússia, en 1906, un Eduskunta monocameral fou creat. Abans, hi havia una Dieta de Finlàndia que havia substituït el Riksdag dels Estats generals el 1809. L'1 de febrer de 1809, el tsar Alexandre I de Rússia convocà els Estats generals amb els estaments socials del Gran Ducat a Porvoo. La cerimònia d'obertura tingué lloc el 28 de març de 1809 a la catedral de Porvoo, però les sessions es feren al Col·legi de la ciutat.
Finlàndia proclamà la seva independència el 6 de desembre de 1917, i hagué de suportar, durant l'hivern de 1918, la tràgica Guerra civil de Finlàndia.
Durant la Guerra d'Hivern, entre 1939 i 1940, la seu del parlament va ser a la ciutat de Kauhajoki.
Segons la constitució finlandesa, la sobirania pertany al poble, a través del parlament. Per votar, s'ha de tenir 18 anys o més.
L'edifici del Parlament va ser dissenyat per J.S Siren i fou acabat el 1931.

## Constitució
La Constitució del 17 de juliol de 1919 declara que Finlàndia és una república sobirana en la qual el poder pertany al poble que l'exerceix per mitjà dels seus representants a l'Eduskunta.
La representació proporcional ha estat adoptada a Finlàndia des del 1906, i no ha tingut com a conseqüència la fractura dels partits en molts trossos, com és el cas en molts altres països.
Tots els finlandesos de més de 18 anys poden votar i ser elegibles (amb excepció del personal militar en servei i d'alguns oficials judicials). El terme del mandat és de quatre anys (ha estat molt de temps de tres anys) però el President pot dissoldre l'Eduskunta i demanar noves eleccions sota la demanda del primer ministre i després d'una consulta del president de l'Eduskunta.
Les lleis es debaten a petició del Consell d'Estat o dels parlamentaris.

## Composició
| XXXIX legislatura 2023-actualitat | XXXVIII legislatura 2019-2023 | XXXVII legislatura 2015-2019 | XXXVI legislatura 2011-2015 |
| --- | --- | --- | --- |
| Coalició de Govern (109) - Partit de la Coalició Nacional (48) - Partit dels Finlandesos (46) - Grup suec (Partit Popular Suec i la Representant de les Illes Åland) (10) - Demòcrata-Cristians (5) Partits de l'oposició (91) - Partit Socialdemòcrata (43) - Partit del Centre (23) - Lliga Verda (13) - Aliança d'Esquerra (11) - Moviment Ara (1) | Coalició de Govern (117) - Partit Socialdemòcrata (40) - Partit del Centre (31) - Lliga Verda (20) - Aliança d'Esquerra (16) - Grup suec (Partit Popular Suec i la Representant de les Illes Åland) (10) Partits de l'oposició (83) - Partit dels Finlandesos (38) - Partit de la Coalició Nacional (38) - Demòcrata-Cristians (5) - Moviment Ara (1) - El Poder És del Poble (1) | Coalició de Govern (106) - Partit del Centre (49) - Partit de la Coalició Nacional (38) - Reforma Blava (19) Partits de l'oposició (94) - Partit Socialdemòcrata (35) - Partit dels Finlandesos (17) - Lliga Verda (15) - Aliança d'Esquerra (12) - Grup suec (Partit Popular Suec i representant de les Illes Åland) (10) - Demòcrata-Cristians (5) | Coalició de Govern (102) - Partit de la Coalició Nacional (44) - Partit Socialdemòcrata (42) - Grup suec (Partit Popular Suec i la Representant de les Illes Åland) (10) - Demòcrata-Cristians (6) Partits de l'oposició (98) - Partit dels Finlandesos (37) - Partit del Centre (36) - Aliança d'Esquerra (12) - Lliga Verda (10) - Ex Aliança d'Esquerra (2) - Canvi 2011 (1) |

### Evolució de la composició

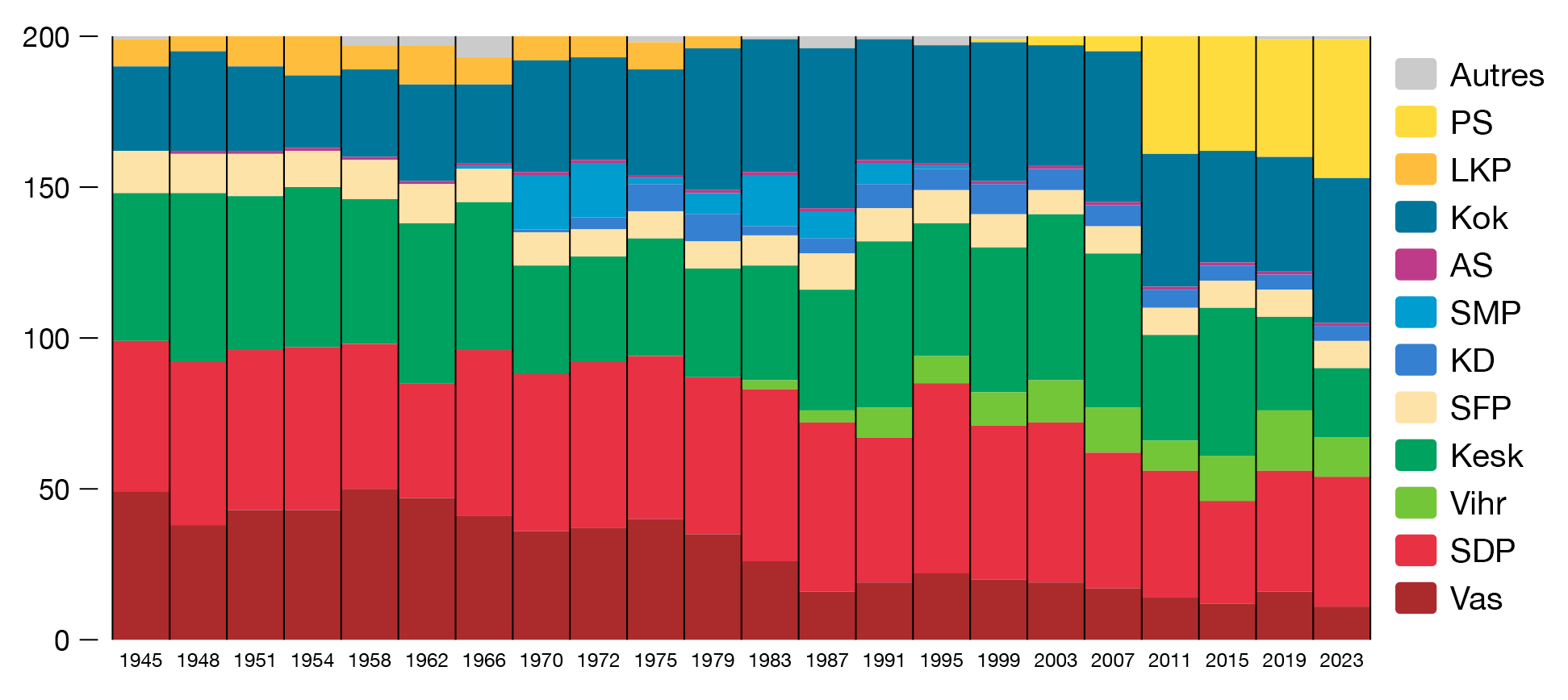
Evolució de la composició dels grups parlamentaris (1945-2023)

|  | Vegeu també: Partits polítics de Finlàndia |